# Métro de Nagpur
Le métro de Nagpur  est un réseau de métro desservant la ville de Nagpur, ville peuplée de plus de deux millions d'habitants située dans l'État de Maharashtra au centre de l'Inde. La construction de deux lignes totalisant 38 kilomètres de voies sur viaduc a débuté en 2014 et un premier tronçon de la ligne 1 était mis en service 8 mars 2019. La ligne complète devrait devenir opérationnelle fin décembre 2019.

## Historique
Nagpur est la troisième ville la plus peuplée de l'État du Maharashtra avec plus de 2,5 millions d'habitants et la 13e ville du pays. Elle est située sur le plateau du Deccan, au centre de l'Inde. En aout 2014 l'administration indienne donne son accord pour la réalisation de la première phase d'un métro dans la ville comportant 2 lignes représentant 38 kilomètres. La construction de la première ligne nord-sud longue de 19,7 kilomètres dont le cout est évalué à 1,13 milliard euros. Le projet est financé par le gouvernement indien (20 %), l'État du Maharashtra (20 %), la municipalité (5 %) , le Nagpur Improvement Trust (5 %) et des emprunts souscrits auprès de ka banque allemande KfW (pour 530 millions €) et de l'Agence française de développement (pour 80 millions €). Les travaux débutent en 2015. Une première marche d'une rame empruntée au réseau de Madras a lieu en octobre 2017 sur une courte section de la ligne. En avril 2017, 69 voitures de métro sont commandées auprès du constructeur chinois CRRC Dalian. En attendant la livraison un accord est passé avec le métro de Madras pour emprunter certaines de leurs démarrage[Quoi ?] lorsque le premier tronçon sera ouvert. À la suite des retards pris par le chantier, le calendrier d'ouverture de la ligne est décalé. Une première section comprise entre Mihan[Quoi ?] et Sitabuldi est en 2019 puis progressivement ouverte et la ligne et complètement opérationnelle le 7 mars 2019.

## Réseau
À terme le réseau du métro de Nagpur doit comporter deux lignes d'une longueur totale de 22 kilomètres. La ligne nord-sud longue de 19,65 kilomètres relie Sitabuldi à Khapri et comporte 11 stations. La voie est entièrement sur viaduc sauf les deux dernières stations dont Khapri qui sont en surface. La ligne est-ouest longue de 18,55 km relie Prajapati Nagar à Hingna Mount View et comporte 21 stations. Les deux lignes sont en correspondance à la station de Sitabuldi dans le centre de la ville. La voie est entièrement sur viaduc. Il est prévu de rabattre 19 lignes de bus représentant  160 kilomètres vers les stations des deux lignes pour faciliter l'interconnexion entre les différents modes de transport. La voie est à écartement normal (1 435 mm) et l'alimentation électrique se fait par caténaire.

## Matériel roulant
Le  matériel roulant est constitué par des rames de 3 voitures pouvant être allongées à 6 voitures  ayant une capacité de 450 passagers  en configuration normale et 764 passagers en heure de pointe. 69 voitures ont été commandées auprès du constructeur chinois China Railway Rolling Stock Corporation (CRRC).